# Siphloplecton fuscum
Siphloplecton fuscum is een haft uit de familie Metretopodidae. De wetenschappelijke naam van de soort is voor het eerst geldig gepubliceerd in 1978 door Berner.
De soort komt voor in het Nearctisch gebied.